# 圣塞瓦斯蒂安-德洛斯雷耶斯
圣塞瓦斯蒂安-德洛斯雷耶斯（西班牙語：San Sebastián de los Reyes，简称），是西班牙马德里自治区的一个市镇。总面积约59平方公里，总人口86,707人（2017年），人口密度1463人/平方公里。

## 图集

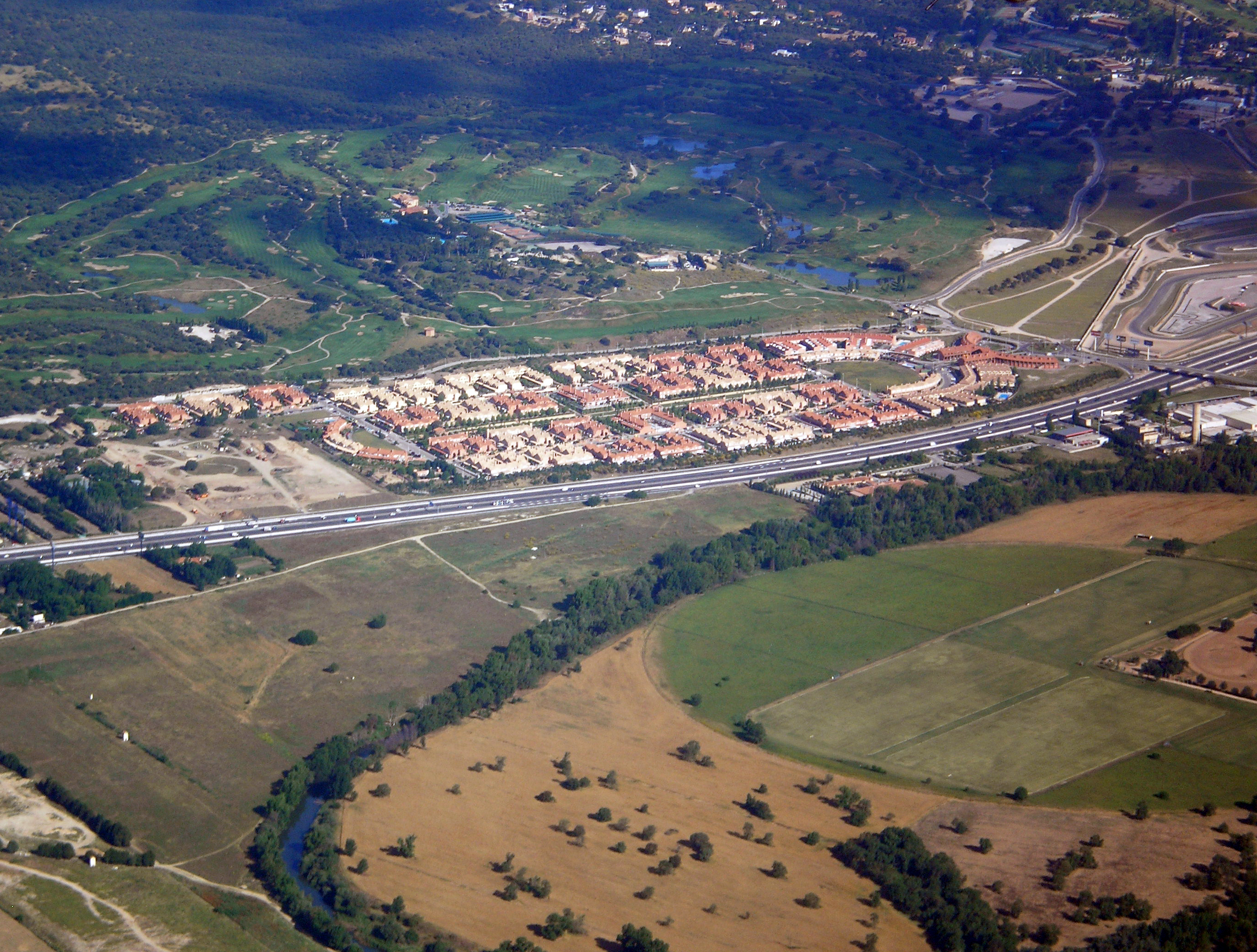
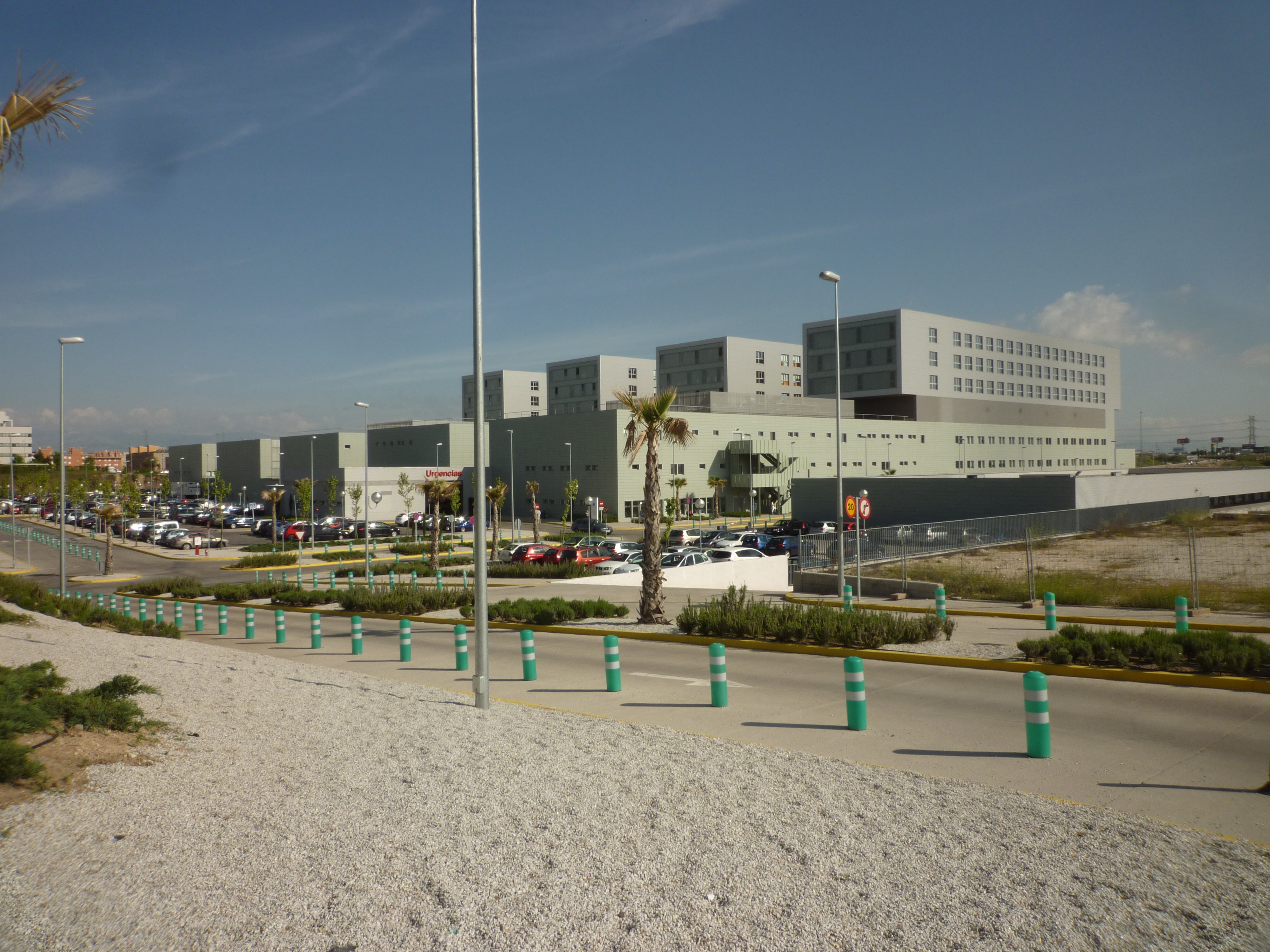
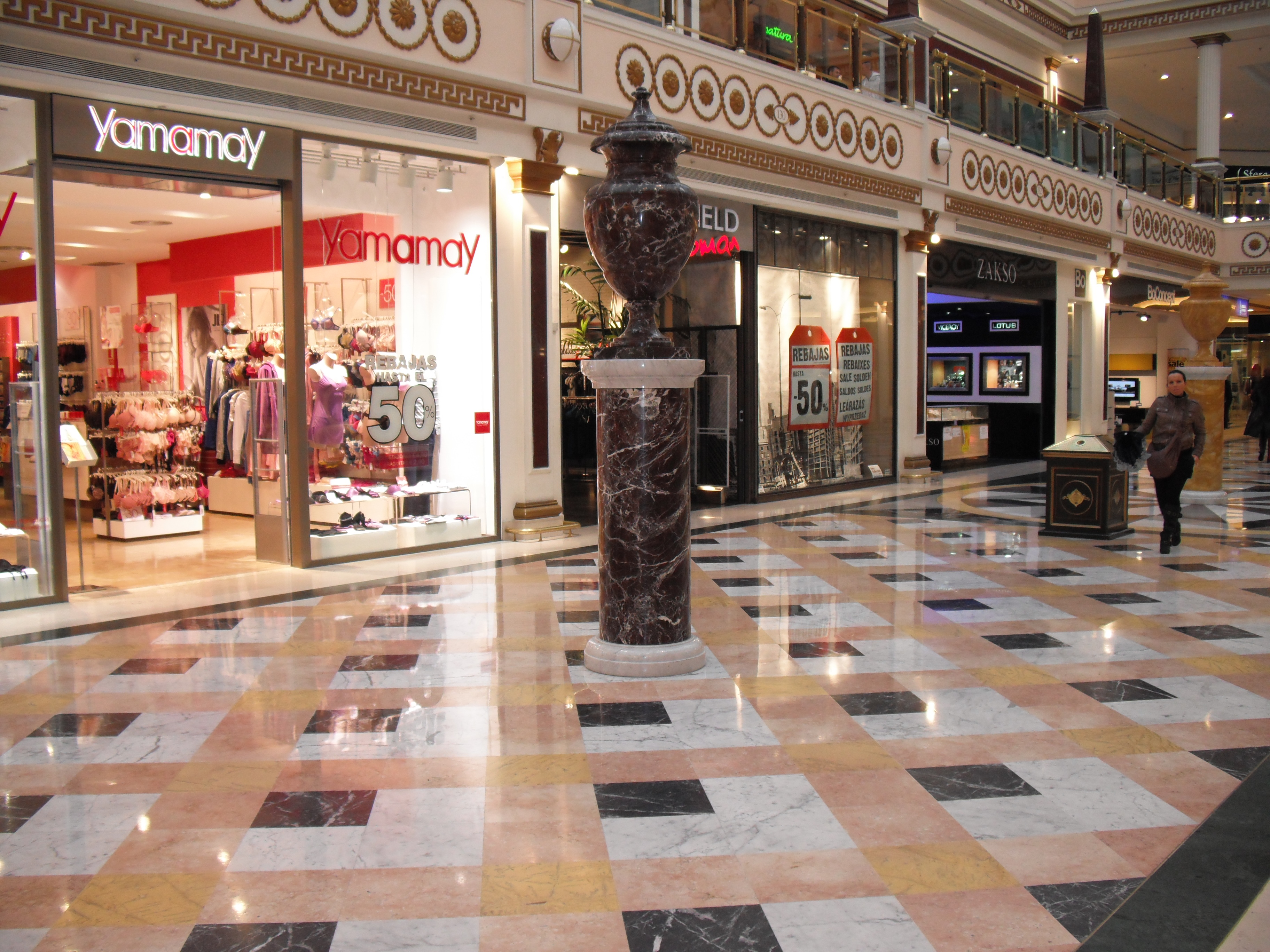
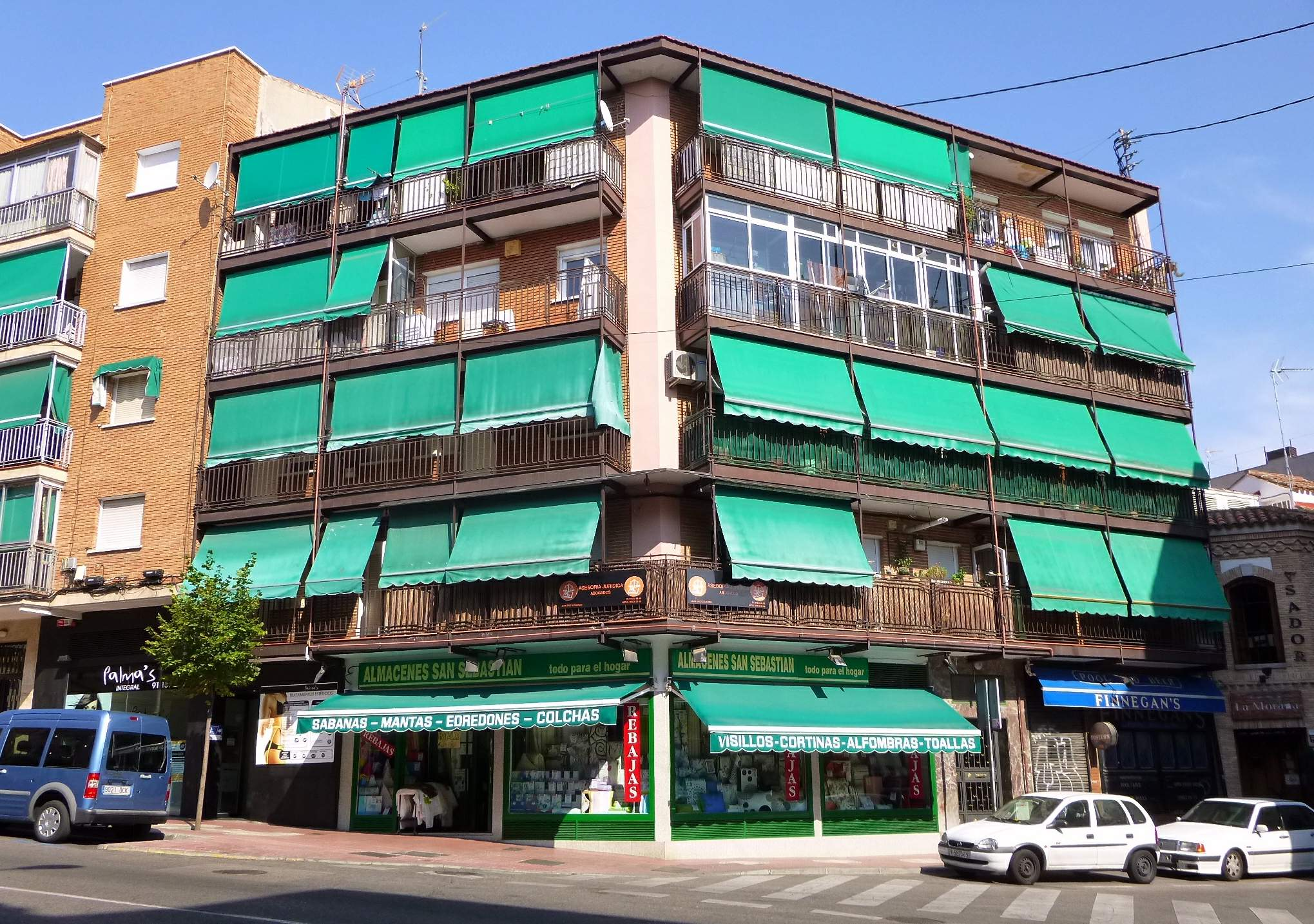
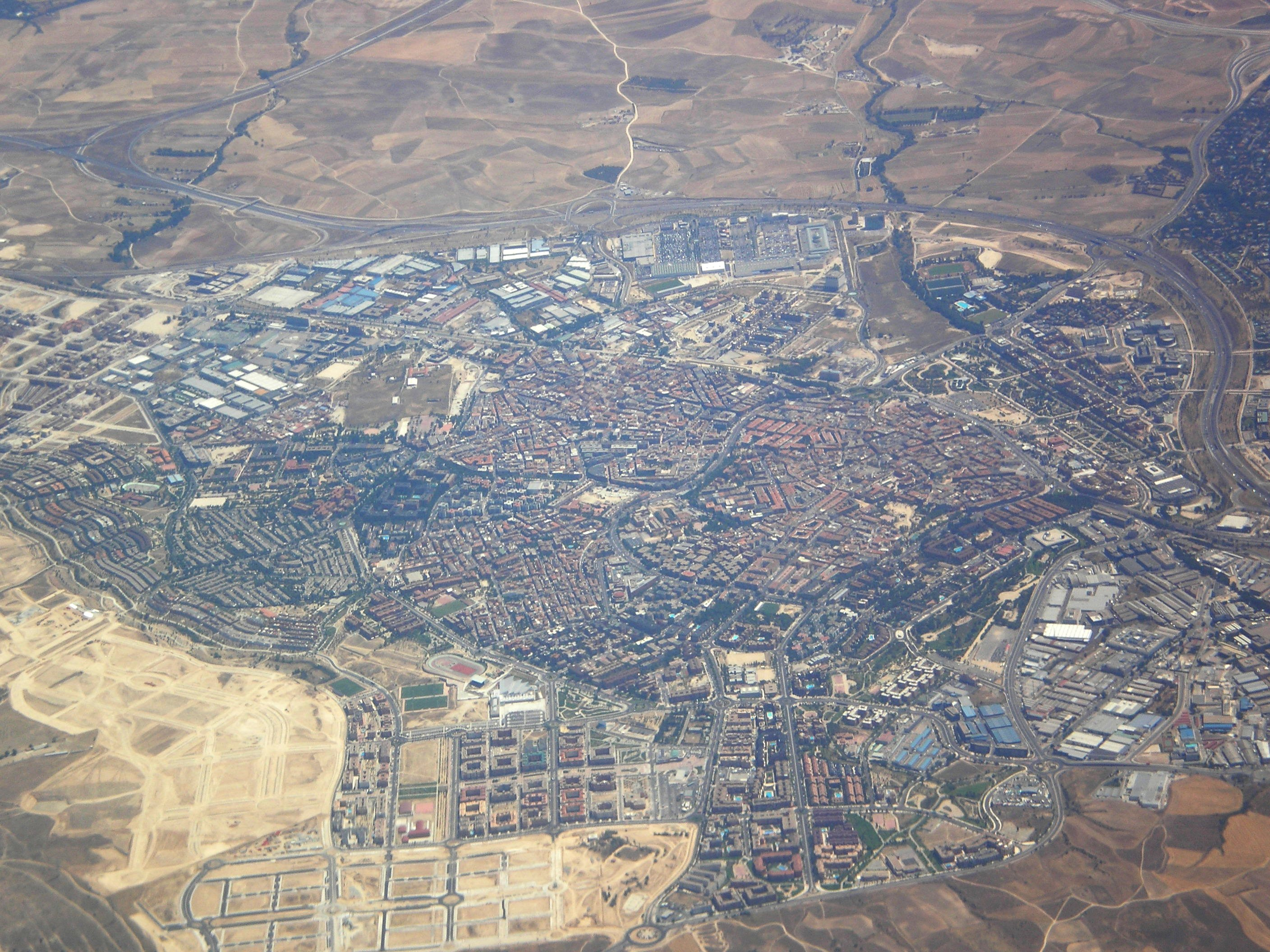

## 位置
| 西北: 马德里               | 北: 马德里 和 旧科尔梅纳尔 | 东北: 阿尔赫特                         |
| 西: 阿尔科文达斯 和 马德里 |                            | 东: 哈拉马河畔帕拉库埃略斯 和 科韦尼亚 |
| 西南: 阿尔科文达斯         | 南: 阿尔科文达斯           | 东南: 哈拉马河畔帕拉库埃略斯           |

## 友好城市
- 德国 包纳塔尔[4][5]